# Augusto Vandor
Augusto Timoteo Vandor (Bovril, province d'Entre Ríos, 1923 ― Buenos Aires, 1969) était un dirigeant syndical argentin du secteur métallurgique. 
Après une brève carrière militaire comme sous-officier de la marine argentine, Vandor rentra dans le civil et connut, surtout à partir de 1954, une ascension irrésistible dans le monde syndical, réussissant, malgré les réticences de Perón qui le soupçonnait de corruption et de vouloir secrètement empêcher son retour d’exil, à avoir la main sur 62 des comités syndicaux qui composaient la centrale CGT. Le vandorisme, consistant en une politique de négociation et de compromis, voire de collusion, avec le patronat et avec le pouvoir post 1955, conjuguée à une attitude autoritaire, tendant à éliminer les militants plus combattifs et ne reculant pas devant les violences physiques à l’encontre de ses adversaires, valurent à Vandor une inévitable opposition interne, qui finit par faire éclater la CGT en deux fractions en 1968. Son assassinat par cinq coups de feu dans son bureau n’a pas pu être totalement élucidé, mais doit sans doute être imputé à un groupe d’activistes se réclamant du péronisme révolutionnaire.

## Premières années et carrière militaire
Augusto Vandor était originaire de Bovril, petite localité de la province d'Entre Ríos, où il grandit aux côtés de ses sœurs Mercedes et Celina, nées comme lui du mariage de Roberto Vandor, paysan français d’ascendance hollandaise, et d’Alberta Facendini.
En 1941, à l’âge de 17 ans, après avoir travaillé quelque temps dans une station service, dans une centrale électrique et dans un entrepôt de laines et cuirs, Augusto Vandor décida de s’enrôler dans la flotte navale argentine comme sous-officier machiniste. Il suivit d’abord une formation militaire à l’École de mécanique de la Marine (ESMA) à Buenos Aires, avant de prendre du service à bord d’un dragueur de mines, le Comodoro Py.
À 24 ans, en 1947, détenteur alors du grade de caporal-chef machiniste, Vandor décida de solliciter sa démission (ce qui lui sera accordé), mettant fin ainsi à sa carrière militaire, et adhéra au mouvement péroniste.

## Carrière syndicale
Trois ans après avoir quitté la carrière militaire, il fit ses premiers pas dans l’activité syndicale au sein de l’équipe ouvrière de l’usine Philips de Saavedra, dans la proche banlieue nord-ouest de Buenos Aires. C’est là aussi qu’il fit la rencontre d’Elida María Curone, qui deviendra son épouse en 1963. Il se signala bientôt dans le milieu syndical par ses capacités de négociation et par sa ténacité, qui lui valurent le surnom de El Lobo (le Loup). En 1954, sous le deuxième gouvernement de Perón, il prit la tête d’une grève, qui, lancée initialement sur des revendications salariales, se termina par la victoire des grévistes et consacra la réputation de Vandor dans le monde syndical. Dès cette époque, il apparut comme un dirigeant d’un style nouveau, négociateur vigoureux, qui avait réussi à résoudre en sa faveur les dissensions internes existant au début du conflit.
En septembre 1955, à la suite du coup d’État civico-militaire et de l’instauration subséquente de la dictature autodénommée Révolution libératrice, Vandor resta emprisonné pendant six mois et fut licencié de Philips. Vandor ne fera sa réapparition sur la scène du syndicalisme qu’à partir de 1958, année qui vit l’élection d’Arturo Frondizi à la tête de l’État et où l’activité syndicale fut à nouveau autorisée en vertu de la loi 14.250, qui allait aussi permettre, conformément à ce qui aurait été secrètement pactisé entre Frondizi et Perón, le retour des péronistes à la direction des grands comités syndicaux. Vandor, dont il a été supposé qu’il ait rencontré Perón dans son lieu d’exil de Ciudad Trujillo, parvint à se hisser à la tête de l’Union ouvrière métallurgique (UOM, en espagnol Unión Obrera Metalúrgica), puis, plus tard, à partir de janvier 1963, à prendre la direction des 62 organisations syndicales péronistes, et par là à devenir l’homme le plus influent de la centrale CGT.
L’on assista depuis lors à l’émergence, au sein du péronisme, d’une faction dénommée vandorisme, se caractérisant par son participationnisme (c’est-à-dire sa volonté de compromis avec le patronat), par sa disposition à pactiser avec le gouvernement de facto, et par son adhésion au péronisme sans Perón, alias néo-péronisme.
En 1959, le modèle développementaliste de Frondizi étant entré en crise, les puissances économiques argentines placèrent à la tête du ministère de l’Économie l’ingénieur Álvaro Alsogaray, qui signa un accord avec le Fonds monétaire international et imposa un strict plan d’ajustement structurel. Le mouvement ouvrier répliqua par une vague de grèves, où, dans la métallurgie, l’arrêt de travail se prolongea sur plus d’un mois, paralysant l’un des secteurs les plus dynamiques de l’économie argentine. Le gouvernement de Frondizi résolut alors de pactiser avec Vandor par le truchement d’un fonctionnaire du ministère du Travail, Rubens San Sebastián. Celui-ci parvint à un accord avec Vandor prévoyant des hausses de salaire en contrepartie d’une perte de droits sociaux pour les travailleurs et d’une augmentation de la productivité. Depuis lors, les rumeurs allaient bon train sur la plantureuse gratification que Vandor aurait reçue en échange de la signature de la convention. Il est certain que son mode de vie changea notablemente : sur l’hippodrome huppé de San Isidro, il devint, naguère encore simple spectateur et parieur passionné, subitement un important propriétaire de chevaux de course.
En 1963, Vandor se fera l’idéologue et l’animateur du conflit de travail le plus dur auquel fut jamais confronté un pouvoir démocratique en Argentine — en l’espèce le gouvernement d’Illia —, le « plan de lutte » de Vandor comportant en effet l’occupation de plus de 10 000 usines.

### Relation avec Perón
Vandor fut le grand promoteur de l’Opération retour (Operativo Retorno) destiné à permettre à Perón de revenir de son exil espagnol en Argentine. Le 2 décembre 1964, la Commission Pro-Retorno, dirigé par Vandor, partit pour Madrid afin de faire escorte à l’ancien président lors de son voyage de retour. Cependant, à leur arrivée à l’aéroport du Galeão, à Rio de Janeiro, le gouvernement militaire brésilien ordonna à ladite Commission, sur les instances du gouvernement d’Illia, de rebrousser chemin à destination de Madrid. Dans l’entourage de Perón, des soupçons commencèrent à se faire jour que l’opération manquée avait été en fait une manœuvre de Vandor visant à démontrer au peuple argentin que Perón ne pouvait pas rentrer au pays et qu’un péronisme sans Perón était donc inéluctable ― thèse du mouvement néopéroniste, dont le principal tenant était incontestablement Vandor lui-même. Depuis lors, les relations entre Vandor et Perón allèrent de mal en pis, et le conflit éclata au grand jour à l’occasion des élections provinciales de 1965, lorsque Perón dépêcha en Argentine son épouse Isabel pour entériner les binômes (duo de candidats) péronistes et répudier les candidats vandoristes.
En janvier 1966, quelques jours seulement après que tous ses candidats eurent été battus par ceux de Perón, Vandor, comme il se trouvait sur le champ de courses de San Isidro, fut la cible d’un attentat d’où il sortit toutefois indemne. 
Vers la même époque circulait une lettre de Perón adressée à José Alonso, alors secrétaire général de l’Association ouvrière du textile et rival de Vandor au sein de la CGT, lettre dans laquelle le líder exilé déclarait : 

« L’ennemi principal est Vandor et sa cohorte. Il faut les combattre par tous les moyens, et les frapper à la tête, sans trêve et sans faire de quartier. Son action en a été une de tromperie, de duplicité, de défection, de satisfaction d’intérêts personnels et de coterie, de déviation, de non-accomplissement des devoirs, de combines, de compromissions inavouables, d’emploi discrétionnaire de fonds, putréfaction, trahison, esprit de clan. C’est pourquoi je ne pourrai jamais, comme d’aucuns le croient, pardonner une si funeste gestion. En politique, on ne peut pas blesser, il faut tuer, parce qu’on doit savoir prendre la mesure du dommage que peut causer une patte grossière. Il faudra qu’il y ait une solution, et une définitive, cette fois sans tractations, pas comme vous autres arrangez les choses. Voilà ma parole, et vous savez que Perón tient sa parole. »

### Tensions au sein de la CGT
Durant le premier semestre de 1966, des affrontements internes se produisirent dans le syndicalisme péroniste et au sein même de l’UOM. Le 13 mai de cette année, le Congrès national du syndicat entama ses séances à Avellaneda, dans la proche banlieue industrielle sud-est de Buenos Aires. Pendant une pause, dans une brasserie du quartier, des coups de feu furent échangés entre les principaux dirigeants de l’UOM, dont Vandor et son second, Rosendo García, et les délégués du péronisme révolutionnaire, dont Domingo Blajaquis et Juan Salazar ; la fusillade se solda par trois morts, Blajaquis, Salazar et Rosendo García. L’écrivain Rodolfo Walsh, dans son célèbre essai ¿Quién mató a Rosendo?, rend Vandor responsable des trois morts, y compris donc celle de García. L’exposé de Walsh était en accord avec les expertises balistiques, que l’autorité judiciaire n’avait pas prises en considération lorsqu’elle décida d’absoudre Vandor de toute culpabilité et de toute charge.
Le gouvernement d’Illia fut renversé par un nouveau coup d’État militaire le 28 juin 1966, dont Vandor fut l’un des protagonistes. C’est à ce titre qu’il assista à la cérémonie d’investiture du dictateur Onganía et qu’il exprima devant la presse sa satisfaction concernant les bonnes intentions du nouveau président envers le mouvement ouvrier organisé. Mais il était inévitable que la gestion autoritaire et négociatrice de Vandor suscitât l’émergence d’un noyau d’opposants en désaccord avec les politiques de la dictature et exclus de l’activité syndicale par la faction vandoriste ; aussi, lorsqu’en mai 1968 le Congrès normalisateur de la CGT se réunit à Buenos Aires, il fut abruptement mis fin aux sessions par la fractionnement de la CGT, qui se scinda en la CGT Azopardo (du nom de l’avenue Azopardo, adresse du siège central de la CGT), emmené par Vandor, et en la CGT de los Argentinos (CGTA), dirigé par le chef des ouvriers du livre, Raimundo Ongaro,.

## Assassinat
Le 30 juin 1969 eut lieu l’opération Judas, où un commando réussit à pénétrer dans le siège de l’UOM, au no 1900 de la rue La Rioja, dans le centre de Buenos Aires, assassina Vandor de cinq balles de pistolet, puis déposa dans les locaux, avant de s’enfuir, une bombe de TNT, laquelle en explosant détruisit une partie de l’immeuble. L’organisation de guérilla Armée nationale révolutionnaire (Ejército Nacional Revolucionario, ENR) revendiqua l’attentat le 7 février 1971. Selon Eugenio Méndez, ce groupe était dirigé par l’écrivain Rodolfo Walsh, comprenait Raimundo Villaflor dans ses rangs, et devait également tuer, en plus de Vandor, le syndicaliste José Alonso ; en réalité, d’après d’autres auteurs, comme Felipe Pigna, Richard Gillespie et Eduardo Zamorano, la dénomination Ejercito Nacional Revolucionario était un nom fictif utilisé par un groupe de militants pour donner le change aux services de renseignements, et au moment où le communiqué de revendication fut rendu public (en 1971), les auteurs physiques de l’assassinat de Vandor avaient déjà créé, et faisaient déjà partie de, l’organisation politico-militaire de guérilla appelée Descamisados, qui était placée sous les ordres de Dardo Cabo et destinée postérieurement à être absorbée par les Montoneros. Selon Pigna encore, la décision de tuer Vandor avait été prise en septembre 1968 après que les syndicalistes vandoristes, en connivence avec le patronat, eurent fait échouer la grève dans les raffineries de pétrole de Berisso et d’Ensenada ; de plus, selon le même auteur, la prise de distance de Vandor vis-à-vis du Cordobazo, et sa quasi condamnation de cette révolte, telle qu’il l’exprima dans un communiqué du 5 juin 1969, six jours après l’éclatement de ladite révolte à Córdoba, dans lequel il appelait au respect envers les forces armées et en appelait à l’unité du peuple et de l’armée, contribua à accélérer les préparatifs de l’opération Judas. En mars 1969, le groupe de guérilla, qui était réduit à cinq militants, se mit à réfléchir à la manière de faire intrusion dans l’inexpugnable siège de l’UOM dans le quartier de Parque Patricios, que gardaient une vingtaine de gardes du corps de Vandor. Selon Pigna, pendant plus de trois mois, le groupe étudia les entrées et sorties, le mouvement des véhicules et les horaires de Vandor, tout en tâchant entre-temps de se procurer des armes : cinq mitraillettes de calibre 22, deux pistolets de calibre 45, un révolver 38 et un 32, et deux pistolets 22, en plus de trois kilos de TNT, pour le cas où ils ne réussiraient pas à localiser promptement Vandor et qu’ils auraient à faire sauter l’édifice. 

Plusieurs années plus tard, le journal El Descamisado, dirigé par Cabo, publiera une autre version encore de l’attentat,. L’ancien chef des Montoneros José Amorín affirme que l’opération était par trop complexe pour qu’une organisation fraîchement créée comme Descamisados ait pu la mener à bien, et tient que les auteurs appartenaient en leur majorité à la centrale ouvrière CGT de los Argentinos (CGTA). Une version enfin, recueillie par un journaliste à l’Unión Obrera Metalúrgica le jour des faits, indique que Vandor aurait reconnu l’un des auteurs et l’aurait salué par « Hola Cóndor » ; or, Dardo Cabo avait participé trois ans auparavant à l’opération Cóndor, qui avait consisté à détourner un avion et à le contraindre à atterrir sur les îles Malouines.
Singulièrement, le communiqué par lequel le commando supposément responsable de l’assassinat s’attribuait l’action ne fut publié que près de deux années plus tard, le 7 février 1971. D’après les auteurs du communiqué, ce décalage était dû à ce que « l’ENR résolut de ne pas faire de propagande à propos de l’opération Judas avant de disposer d’une force suffisante que pour garantir la continuité de son action. Cet objectif atteint, il décide de rendre public le présent communiqué. » Le communiqué se termine en indiquant que « pour les Judas, il n’y aura pas de pardon. Que tous les dirigeants syndicaux choisissent librement leur destin. Vive la Patrie. ».
Le soir de ce même 30 juin 1969, le gouvernement décréta l’état de siège et mit à profit l’incident pour opérer une intervention dans la plupart des comités syndicaux de la combattive CGT de los Argentinos, intervention au cours de laquelle il y eut des détentions massives de militants dissidents et de dirigeants ouvriers, dont Raimundo Ongaro.

## Levandorisme
Le secrétariat du syndicat UOM tenait un vaste fichier de perturbateurs, continuellement mis à jour à l’aide des fichiers des entreprises. Tout licenciement était automatiquement suivi de l’expulsion du syndicat, et inversement ; l’article 9 des statuts du syndicat autorisait d’expulser un affilié sans réunion de discussion, sur simple décision du comité de direction. Ainsi, fin 1963, l’usine métallurgique TAMET donna son congé à un groupe de militants communistes et péronistes dissidents ; auparavant déjà, ils avaient été expulsés de l’UOM pour une supposée infraction, et une fois levée la protection syndicale, le patron avait le champ libre. Cet épisode est symptomatique du processus d’intégration de l’appareil syndical dans le système politique et institutionnel du pouvoir argentin post 1955 et de son corollaire, la bureaucratisation, et d’autre part de la mise en œuvre de méthodes autocrates pour réguler la vie interne des comités syndicaux, processus qui connut son apogée dans les années de 1962 à 1966. La personnalité qui, dans l’esprit public argentin, symbolisait ce processus, était Vandor ; il personnifiait le basculement du mouvement péroniste d’une position d’opposition au statu quo d’après 1955, vers une acceptation de la nécessité de parvenir à un accord avec le patronat et le pouvoir. Le vandorisme devint synonyme de compromis, de pragmatisme et d’acquiescement aux contraintes de la realpolitik. Sur le plan politique, le vandorisme signifiait l’emploi de la force politique et postulait la représentativité des syndicats comme force dominante du péronisme et comme seule fraction légale du mouvement habilitée à négocier et à traiter avec les autres « facteurs de pouvoir ». Cela se traduisit, sur le plan formel, par de fréquents pourparlers entre gouvernement et responsables syndicaux, et sur le plan informel, par des consultations entre d’une part Vandor et d’autres syndicalistes et d’autre part des hommes politiques et des représentants du patronat. Dans le même temps devinrent aussi synonymes du vandorisme le remise au pas de toute dissension interne par la bureaucratie syndicale et le recours à des hommes de main pour intimider les « opposants ».
C’est ainsi qu’à partir de 1959, les avant-gardes les plus combatives furent éliminées. Vandor se maintint à la tête de son syndicat pendant dix ans, sans que l’on sût ce qu’en pensaient ses mandataires, et ce jusqu’en mai 1967, lorsque deux listes d’opposition, dont une péroniste (la grise), firent leur apparition pour lui contester son poste de dirigeant. L’une quelconque de ces deux listes, la grise ou la rose, eût été en mesure de battre Vandor. En septembre 1967, la liste grise (péroniste) put apporter la preuve de la complicité de l’UOM dans le licenciement de plus de 700 travailleurs anti-vandoristes dans une vingtaine d’entreprises. Ceux qui s’en offusquaient protestèrent et exigèrent la tenue d’assemblées, à quoi l’appareil syndical ripostait par des tabassages, voire, en cas d’insuffisante efficacité, par une balle dans la tête. 
Aux élections syndicales de 1967, le sous-secrétaire au Travail Rubens San Sebastián ordonna la suspension des élections à l’UOM et la prorogation du mandat de ses dirigeants, y compris de Vandor. Les grandes entreprises métallurgiques se mirent ensuite à limoger un à un les ennemis connus de Vandor. La General Electric licencia cinq candidats de la liste grise, en plus de 56 ouvriers de son usine Santo Domingo et 70 (dont 12 délégués syndicaux) de son usine Carlos Berg. La société Philips procéda à un millier de licenciements : il ne restera plus aucun délégué, ni plus personne qui l’eût été dans le passé.